# Australiens håndboldlandshold (herrer)
Det australske håndboldlandshold for mænd er mændenes håndboldlandshold for Australien. Det repræsenterer landet i internationale håndboldturneringer og er reguleret af det australske håndboldforbund. Landsholdet har deltaget i internationale turneringer siden slutningen af 1990'erne.

## Resultater i internationale turneringer

### Olympiske Lege
- Sydney 2000: 12. plads

### VM
- 1999: 24. plads
- 2003: 21. plads
- 2005: 24. plads
- 2007: 24. plads
- 2009: 24. plads
- 2011: 24. plads
- 2013: 24. plads